# Polydeuces (satelit)
Polydeuces /po.li.de'u.tʃes/, sau Saturn XXXIV, este un mic satelit natural al lui Saturn, care este coorbital cu satelitul Dione și librează în jurul punctului său lagrange (L5). Diametrul său este estimat la 2-3 km. Celălalt satelit coorbital al lui Dione este Helene, care este mai mare și este situat în punctul L4 anterior.
Polydeuces a fost descoperit de către Cassini Imaging Team Arhivat în 20 mai 2011, la Wayback Machine. pe 24 octombrie 2004, în imagini realizate pe 21 octombrie 2004, și primind denumirea temporară S/2004 S 5. Căutările ulterioare ale imaginilor anterioare Cassini au arătat-o în imagini încă din 9 aprilie 2004.
Dintre cei patru coorbitali lagrangieni cunoscuți din sistemul Saturn („satelit troian”), Polydeuces se îndepărtează cel mai mult de punctul său Lagrange: distanța sa în spatele lui Dione variază de la 33,9° la 91,4° cu o perioadă de 790,931 de zile (pentru comparație, L5 este la 60° de Dione). Librația lui Polydeuces este suficient de mare încât să preia unele calități ale unei orbite mormoloc, așa cum demonstrează asimetria clară dintre excurziuni către și dinspre Dione. În cursul unui astfel de ciclu, raza orbitală a lui Polydeuces variază, de asemenea, cu aproximativ ± 7660 km față de cea a lui Dione.
Numele Polydeuces a fost aprobat de Working Group on Planetary System Nomenclature al IAU pe 21 ianuarie 2005. În mitologia greacă, Polydeuces este un alt nume pentru Polux, fratele geamăn al lui Castor, fiul lui Zeus și Leda.
Datorită interacțiunilor gravitaționale cu Dione, suprafața sa poate fi în echilibru hidrostatic, dar nu și interiorul său, similar cu Methone care este în echilibru hidrostatic datorită interacțiunilor cu Mimas.

Animație a orbitei lui Polydeuces în raport cu Saturn și Dione
Polydeuces·
Helene·
Dione·
Saturn